# Natasha Beaumont
Natasha Elisabeth Beaumont (Kuala Lumpur, 21 giugno 1974) è un'attrice australiana, nata in Malesia.
Cresciuta a Kuala Lumpur, Natasha ha frequentato le scuole secondarie e l'Università in Australia, inizialmente per studiare da stilista di moda, ma poi da attrice.
In Italia è conosciuta per aver recitato il ruolo di Natalia Sterminov nella sit-com My Spy Family e il ruolo di Rebecca Green in All Saints. Inoltre ha avuto delle comparse in Little Fish, in The Lost World e Farscape.